# Укуріцьке сільське поселення
Укурі́цьке сільське поселення (рос. Укурикское сельское поселение) — сільське поселення у складі Хілоцького району Забайкальського краю Росії.
Адміністративний центр та єдиний населений пункт — село Укурік.

## Населення
Населення сільського поселення становить 119 осіб (2019; 155 у 2010, 150 у 2002).